# Ivchenko AI-26
El Ivchenko AI-26 fue un motor aeronáutico de la Unión Soviética de siete cilindros en configuración radial.

## Diseño y desarrollo
El AI-26 fue el motor más potente desarrollado por Ivchenko hasta ese momento, certificado originalmente en 1946 en su primera versión a 500 HP, aunque la potencia se incrementaría hasta los 575 en versiones posteriores. Fue empleado tanto en aviones como en helicópteros, aunque estos requerían de un ventilador para la refrigeración forzada del motor. Se fabricó también bajo licencia en Polonia con la denominación LIT-3, del que PZL creó una evolución denominada PZL-3, que pese a mantener el mismo desplazamiento, era capaz de entregar 600 HP al mismo régimen que el motor soviético.

## Especificaciones
- Tipo: Motor radial
- Diámetro: 155,5 mm
- Carrera: 155 mm
- Desplazamiento: 20,6 l
- Admisión: Atmosférica
- Alimentación: Carburador
- Refrigeración: Aire
- Potencia: 500 - 575 HP según versiones

### Motores similares
- Shvetsov ASh-21
- Wright R-1300 Cyclone 7